# Лектистерній
Лектистерній (від лат. lectisternium — «постіль» + sternere — «стелити») — стародавній римський обряд публічного шанування богів, під час якого їхні статуї клали на ложа поряд із трапезою, влаштовуючи символічну гостину.

## Походження
Ймовірно, лектистерній має грецьке походження. У Діонісія Галікарнаського цей ритуал згадується під грецькою назвою στρωμναί. Перший відомий лектистерній був проведений у 399 до н. е. під час епідемії, згідно з порадою Сивілліних книг.

## Проведення
Під час обряду у публічному просторі або храмі розстеляли ложа (lecti), прикрашали їх дорогими тканинами, клали на них статуї богів у позі відпочинку. Перед ними виставляли страви та вино, влаштовуючи бенкет, ніби для почесних гостей. Подібні символічні обіди згадуються також у пізнішій військовій практиці. Зазвичай запрошували таких богів як Юпітер, Юнона, Мінерва, Аполлон, Діана, Геркулес.

## Подібні обряди
У грецькій традиції існували символічні жертви богам, але унікальність лектистернію полягає в наданні богам участі у трапезі через «лежання». Аналогічна форма уявного бенкету богів також згадується у пізніх джерелах, зокрема у Тацита та у Сидонія Аполлінарія.

## Значення
Лектистерній демонструє, як римляни персоніфікували богів і надавали їм ролі співучасників громадського життя. Така практика підкреслювала взаємозв'язок між богами і громадою, а також була актом публічного благочестя.